# Torneo Nacional de Clubes B
El Torneo Nacional de Clubes B fue una competición de clubes de rugby argentinos, organizada por la Unión Argentina de Rugby.

## Campeones y finalistas
| Año             | Campeón                                          | Resultado  | Subcampeón               |
| --------------- | ------------------------------------------------ | ---------- | ------------------------ |
| 1993 NdC B 1993 | Olivos Rugby Club                                | 24 - 15    | Aranduroga               |
| 2001 NdC B 2001 | Lince Rugby Club                                 | 23 - 12    | Lomas Athletic Club      |
| 2002 NdC B 2002 | Pucará                                           | 28 - 21    | Universitario de Córdoba |
| 2005 NdC B 2005 | Universitario Rugby Club (Salta) y Carrasco Polo | Compartido |                          |
| 2017 NdC B 2017 | Atlético del Rosario                             | 36 - 22    | Jockey Club Córdoba      |
| 2018 NdC B 2018 | Urú Curé Rugby Club                              | 23 - 21    | G.E.R.                   |

## Posiciones
Número de veces que los equipos ocuparon las primeras dos posiciones en todas las ediciones.
| Equipo                           | Campeón | 2º puesto |
| -------------------------------- | ------- | --------- |
| Atlético del Rosario             | 1       |           |
| Olivos Rugby Club                | 1       |           |
| Pucará                           | 1       |           |
| Universitario Rugby Club (Salta) | 1       |           |
| Lince Rugby Club                 | 1       |           |
| Urú Curé Rugby Club              | 1       |           |
| Carrasco Polo                    | 1       |           |
| Jockey Club Córdoba              |         | 1         |
| Aranduroga                       |         | 1         |
| G.E.R.                           |         | 1         |
| Universitario de Córdoba         |         | 1         |
| Lomas Athletic Club              |         | 1         |